# Orthosia tremuleti
Orthosia tremuleti là một loài bướm đêm trong họ Noctuidae.